# Natasha Hansen
Natasha Hansen (Auckland, 15 de novembre de 1989) és una ciclista neozelandesa, especialista en el ciclisme en pista. Ha participat en dues edicions del Jocs Olímpics.

## Palmarès
- 2008
  -  Campiona d'Oceania en keirin
- 2010
  -  Campiona de Nova Zelanda en velocitat
- 2011
  -  Campiona d'Oceania en 500 metres contrarellotge
  -  Campiona d'Oceania en keirin
  -  Campiona d'Oceania en velocitat per equips (amb Katie Schofield)
- 2012
  -  Campiona d'Oceania en velocitat per equips (amb Katie Schofield)
- 2010
  -  Campiona de Nova Zelanda en keirin
  -  Campiona de Nova Zelanda en velocitat per equips
- 2016
  -  Campiona de Nova Zelanda en 500 metres contrarellotge
  -  Campiona de Nova Zelanda en velocitat
- 2017
  -  Campiona de Nova Zelanda en 500 metres contrarellotge
  -  Campiona de Nova Zelanda en velocitat